# Neorrhyncha camerunica
Neorrhyncha camerunica är en fjärilsart som beskrevs av Leif Aarvik. Neorrhyncha camerunica ingår i släktet Neorrhyncha och familjen vecklare. Inga underarter finns listade i Catalogue of Life.